# 아폴로상
아폴로상(Prix Tour-Apollo)은 프랑스에서 출판된 과학 소설에 주어지는 상이다. 프랑스 문학계의 쟁쟁한 멤버가 그 선발에 수고하고 있다. 1972년부터 1990년까지 수상되었으며, 대개 영국과 미국에서 출간된 영어권 소설이 수상하였다.